# Küpeli, Şanlıurfa
Küpeli là một xã thuộc thành phố Şanlıurfa, tỉnh Şanlıurfa, Thổ Nhĩ Kỳ. Dân số thời điểm năm 2011 là 321 người.